# Fiji nos Jogos Olímpicos de Verão de 1984
Fiji competiu nos Jogos Olímpicos de Verão de 1984 em Los Angeles, Estados Unidos. O país retornou aos Jogos de Verão após participar do Boicote aos Jogos Olímpicos de Verão de 1980.

## Resultados por Evento

### Atletismo
400 m masculino
- Joseph Rodan
  - Eliminatórias — 49.00 (→ não avançou)

Decatlo masculino
- Albert Miller
  - Resultado final — 5076 pontos (→ 26º e último lugar)

100 m feminino
- Miriama Tuisorisori
  - Primeira Eliminatória — 13.04 (→ não avançou)

### Ciclismo
Estrada individual feminino
- Kathlyn Ragg → 32º lugar

### Natação
100 m livre masculino
- Samuela Tupou
  - Eliminatórias — 55.85 (→ não avançou, 54º lugar)

- Warren Sorby
  - Eliminatórias — 56.75 (→ não avançou, 57º lugar)

200 m livre masculino
- Samuela Tupou
  - Eliminatórias — 2:02.22 (→ não avançou, 46º lugar)

100 m costas masculino
- Warren Sorby
  - Eliminatórias — 1:05.81 (→ não avançou, 40º lugar)

100 m borboleta masculino
- Warren Sorby
  - Eliminatórias — 1:05.53 (→ não avançou, 48º lugar)

- Samuela Tupou
  - Eliminatórias — 1:07.75 (→ não avançou, 51º lugar)

200 m medley masculino
- Samuela Tupou
  - Eliminatórias — 2:19.79 (→ não avançou, 34º lugar)

- Warren Sorby
  - Eliminatórias — 2:22.74 (→ não avançou, 39º lugar)

100 m livre feminino
- Sharon Pickering
  - Eliminatórias — 1:04.25 (→ não avançou, 43º lugar)

200 m livre feminino
- Sharon Pickering
  - Eliminatórias — 2:19.31 (→ não avançou, 35º lugar)

100 m costas feminino
- Sharon Pickering
  - Eliminatórias — 1:10.49 (→ não avançou, 29º lugar)

200 m medley feminino
- Sharon Pickering
  - Eliminatórias — 2:34.77 (→ não avançou, 26º lugar)